# 真倉翔
真倉翔（日语：／ Makura Syō，1964年—），日本漫畫家、漫畫原作者。男性。出身於愛知縣。AB型血。

## 來歷、人物
真倉翔從私立大學畢業後，有過1年半的上班族經驗。
最初，他以名義主要為松文館雜誌創作成人漫畫。1990年，以《天外同學的華麗煩惱》在集英社《週刊少年Jump》上首次亮相。同作品於1991年連載。此後，他成為原作者。
1993年，他與岡野剛合作的《靈異教師神眉》一炮而紅。他很想把《靈異教師神眉》拍成動畫，所以在動畫化的想法出現之前，他就已經為片頭設計了圖像，甚至還為《靈異教師神眉》設計了類似動畫主題的標題標識。
之後他與新人漫畫家加藤春日合作，但效果不佳，於是將活動轉移到了青年雜誌上。2008年，他再次與加藤合作《超彈性☆熊貓不倒翁》，該書在集英社的新兒童讀物系列「快樂興奮兒童繪本」中發行。
他與岡野剛再次合作，以《靈異教師神眉》裡葉月東名為主角的《靈媒師東名》系列在《Oh SUPER JUMP》→《SUPER JUMP》→《GRAND JUMP》→《GRAND JUMP PREMIUM》，《靈異教師神眉》續集《靈異教師神眉NEO》在《GRAND JUMP PREMIUM》→《GRAND JUMP》中連載。
2025年，《最強Jump》上發表了新系列《靈異教師神眉怪》，同年，為紀念電視動畫改編，在《Jump+》上發表了外傳作品《靈異教師神眉PLUS》。

## 作品列表
名義
- CHEWING-KISS

真倉翔名義
- 天外同學的華麗煩惱（日语：天外君の華麗なる悩み）（《週刊少年Jump》，集英社，全2冊）
- （收錄於《天外同學的華麗煩惱》第2冊）
- 靈異教師神眉[5]（漫畫：岡野剛，《週刊少年Jump》，集英社，全31冊）
- （漫畫：岡野剛）
- 靈異小釣手（日语：ツリッキーズピン太郎）（漫畫：岡野剛，《週刊少年Jump》，集英社，全3冊）
- （漫畫：加藤春日）
- （漫畫：加藤春日）
- 耗費時間的MIRAI（日语：吉原のMIRAIさん）（漫畫：真里雅俊（日语：真里まさとし），《Business Jump》，集英社，全2冊 + 特別篇全1冊）
- 靈媒師東名（漫畫：岡野剛，《Oh SUPER JUMP（日语：オースーパージャンプ）》→《SUPER JUMP》→《GRAND JUMP》→《GRAND JUMP PREMIUM（日语：グランドジャンプPREMIUM）》，集英社，第1部（無印）：全10冊 + 第2部（Ascension）：全10冊）[注 1]
- 超彈性☆熊貓不倒翁（繪：加藤春日）
- 我是怪盜♡吉娃娃（日语：かいとう・ちわわんだー）（繪：加藤春日）
- 靈異教師神眉NEO（漫畫：岡野剛，《GRAND JUMP PREMIUM》→《GRAND JUMP》，集英社，全17冊）
- 靈異教師神眉S（漫畫：岡野剛，《最強Jump》，集英社，全4冊）
- 異世界大富豪勇者大人！ ～用打倒的敵人會變成金塊的能力在異世界使用金錢的力量開無雙～（漫畫：海豹縣，niconico漫畫內[6]，2022年12月29日—）
- 靈異教師神眉 百物語見聞錄（漫畫：岡野剛，《最強Jump》2024年9月號[7]，集英社）[注 2]，《靈異教師神眉怪》前傳[3]。
- 靈異教師神眉怪（漫畫：岡野剛，《最強Jump》2025年6月號[3]—，集英社）
- 靈異教師神眉怪PLUS（漫畫：岡野剛，《Jump+》2025年5月14日[4]—，集英社）[注 3]

### 編劇
- 鬼太郎 (動畫第5作)
  - 第38話「鼠男做老爸」
  - 第45話「貓女騷動!? 有妖怪女招待的咖啡館」

### 命名
- 清理游泳池的惡夢（集英社《週刊少年Jump》2004年36號，第350—353頁（19頁），第12回故事王作畫部分作業命名）

## 演出
- 拜託了！排行榜presents 三村康子的BuzzmanTV（日语：お願い!ランキング）（2025年7月5日（4日深夜），朝日電視台）[8][9]

## 腳註